# Lydia Lunch
(Lydia Lunch)
Lydia Lunch, nata Lydia Koch (Rochester, 2 giugno 1959), è una cantante, poetessa, scrittrice e attrice statunitense.

## Biografia
Dopo essere arrivata a New York all'età di 16 anni, Lunch si stabilì in una casa comunale in cui si ritrovavano artisti e musicisti, tra cui Kitty Bruce (figlia di Lenny Bruce). Dopo essere divenuta amica dei Suicide, entrò a far parte di un'altra band no wave, i Teenage Jesus & the Jerks, nel 1976. Con lei entrò anche il suo partner artistico, il sassofonista James Chance. Con i Teenage pubblica un EP omonimo nel 1979, in cui la sua voce si fa urlo straziante, a tratti isterica. In seguito Lunch apparve in un album di Chance: Off White (accreditato a James White and the Blacks; Lunch usò lo pseudonimo Stella Rico) del 1978.
Apparve poi in due film diretti dai registi (marito e moglie) Scott B e Beth B; nel cortometraggio Black Box (1978) recitò la parte di una torturatrice, mentre nel Vortex (1983) indossò i panni di una investigatrice privata di nome Angel Powers. In quel periodo apparve anche in alcuni film di Vivienne Dick, inclusi She Had her Gun All Ready (1978) e Beauty Becomes The Beast (1979).
Nel 1979 avvia il progetto Beirut Slump, in cui suona anche la chitarra. Decide di incidere un disco solista e, nel 1980 esce Queen of Siam, realizzato con l'orchestra di Billy Ver Planck. Segue la fondazione del gruppo 8-Eyed Spy, con cui dà vita a performance rock accompagnata da Pat Irwin (chitarra), Jim Sclavunos (batteria) e George Scott (basso). 
Nel 1984 viene pubblicata l'antologia Hysterie. Nel frattempo Lydia si dedica all'arte in tutte le sue forme (cinema, fotografia, musica, poesia).
Nel 1982 Lydia incide 13.13 e The Agony Is the Ecstasy, con Steve Severin dei Siouxsie and the Banshees alla chitarra.
Nel 1984 è la volta di In Limbo, arricchito dalla presenza di Thurston Moore al basso. Nello stesso anno partecipa al brano Death Valley '69 dei Sonic Youth comparendo anche nell'omonimo video.
Successivamente collabora con Lucy Hamilton in Drowning of Lucy Hamilton. Nel 1987 pubblica l'album Honeymoon in Red, nato dalla collaborazione con i The Birthday Party di Nick Cave, e Stinkfist, insieme a Foetus (alias Clint Runt), all'epoca suo compagno.
Dopo una collaborazione con Harry Crews (Naked in Garden Hills, 1987), torna ad incidere nel 1991 affiancata da Rowland Howard (ex-The Birthday Party). Shotgun Wedding è il risultato di questa collaborazione.
Nella prima parte degli anni novanta si dedica a produzioni di album parlati, rivolgendo l'attenzione su temi come la guerra del Golfo: P.O.W. (1992) e Crimes Against Nature (1993). Nel 1998 registra Matrikamantra, che verrà pubblicato solo tre anni dopo. Con gli Anubian Lights nel 2002 pubblica il mini-album Champagne, Cocaine and Nicotine. Nel 2004 pubblica da solista Smoke in the Shadows.
Nel 2009 pubblica l'eccellente album Big Sexy Noise (5 stelle per la rivista Rolling Stone), con un omonimo supergruppo che comprende anche tre quarti dei Gallon Drunk: James Johnston (chitarra), Ian White (batteria) e Terry Edwards (organo e sax). Nel 2011 i Big Sexy Noise pubblicano l'ottimo Trust The Witch. Nel 2013 esce invece Collision Course, album dal vivo registrato in Italia, al quale verrà allegata la ristampa di Trust the Witch, supplendo alla mancanza di adeguata distribuzione avvenuta per il secondo disco nel 2011.

## Collaborazioni
Nella sua carriera solista di musicista Lunch collaborò con altre grandi personalità del rock alternativo, come J. G. Thirlwell, Kim Gordon, Thurston Moore, Nick Cave, Billy Ver Plank, Steven Severin, Robert Quine, Sadie Mae, Rowland S. Howard, Michael Gira, Einstürzende Neubauten, Sonic Youth, Die Haut e Black Sun Productions. Inoltre recitò, scrisse e diresse diversi film underground, a volte collaborando con il regista e musicista Richard Kern. Più recentemente ha pubblicato dei dischi parlati, collaborando con altri musicisti underground, come Exene Cervenka, Henry Rollins, Don Bajema, Hubert Selby e Emilio Cubeiro. Insieme a vari artisti e sotto la direzione di Cypress Grove ha collaborato a The Jeffrey Lee Pierce Sessions Project (un progetto che fino ad ora ha visto l'uscita di tre album su quattro), in memoria dell'amico e collaboratore Jeffrey Lee Pierce. Il 7 giugno 2014 è uscito il suo ultimo disco A Fistful of Desert Blues in collaborazione con Cypress Grove.
(Lydia Lunch)

## Discografia

### Musica
- Babydoll b/w Freud In Flop, Teenage Jesus & the Jerks (7" / Lust/Unlust, 1979)
- Try Me b/w Staircase, Beirut Slump (7" / Lust/Unlust, 1979)
- Orphans b/w Less of Me, Teenage Jesus & the Jerks (7" / Migraine, 1979)
- Pink, Teenage Jesus & the Jerks (12" / Lust/Unlust, 1979)
- Pre-Teenage Jesus, Teenage Jesus & the Jerks (12" / ZE, 1979)
- Off White, James White and the Blacks (LP / ZE, 1979; anche accreditata come Stella Rico)
- Queen of Siam, solista (LP / ZE, 1979)
- Diddy Wah Diddy b/w Dead Me You B-Side, 8-Eyed Spy (7" / Fetish, 1980)
- 8-Eyed Spy, 8-Eyed Spy (LP / Fetish, 1981)
- Live, 8-Eyed Spy (Musicassetta / ROIR, 1981)
- Devil Dogs (live in Italia / unreleased, 1981)
- 13.13, solista (LP / Ruby Records, 1981)
- The Agony is the Ectasy, solista (split 12" EP con The Birthday Party / 4AD, 1982)
- Some Velvet Morning, con Rowland S. Howard (12" EP / 4AD, 1982)
- Der Karibische Western, Die Haut (12" EP, 1982)
- Thirsty Animal, Einstürzende Neubauten (12" EP, 1982)
- Boy-Girl, Sort Sol (7", 1983)
- Dagger & Guitar, Sort Sol (LP, 1983)
- In Limbo, con Thurston Moore (12" EP / Widowspeak, 1984)
- Death Valley '69, con Sonic Youth (7", 1984)
- The Drowning of Lucy Hamilton, con Lucy Hamilton (12" EP / Widowspeak, 1985)
- A Dozen Dead Roses, No Trend (LP, 1985)
- Heart of Darkness, con No Trend (10" EP / Widowspeak, 1985)
- Death Valley '69, con Sonic Youth (12", 1986)
- Hysterie, compilation solista 1976-1986 (LP, 1986)
- The Crumb, con Thurston Moore (12" EP / Widowspeak, 1987)
- Honeymoon In Red, con alcuni componenti dei The Birthday Party (LP, 1987)
- Stinkfist, con Clint Ruin (12" EP, 1987)
- Naked In Garden Hills, Harry Crews (1987)
- Don't Fear the Reaper, con Clint Ruin (12" EP, 1991)
- Shotgun Wedding, con Rowland S. Howard (CD, 1991)
- A Girl Doesn't Get Killed by a Make Believe Lover...'cuz its Hot!, con My Life with the Thrill Kill Kult (CDS, 1991)
- Head On, Die Haut (CD / Triple X, 1992)
- Sweat, Die Haut (CD / Triple X, 1992)
- Twisted, solista (7", 1992)
- Unearthly Delights, solista (7", 1992)
- Transmutation + Shotgun Wedding Live in Siberia, con Rowland S. Howard (CD, 1994)
- Everything, Teenage Jesus & the Jerks (CD re-issue/ Atavistic, 1995)
- Luncheone, 8-Eyed Spy (CD re-issue/ Atavistic, 1995)
- No Excuse b/w A Short History of Decay, con Lee Ranaldo) (7" / Figurehead, 1997)
- The Desperate Ones, con Glyn Styler) (CD EP / Atavistic, 1997)
- York (First Exit To Brooklyn), con The Foetus Symphony Orchestra (CD, 1997)
- Matrikamantra, solista (CD, 1997)
- Widowspeak: The Original Soundtrack, solista best-of compilation (2CD / NMC, 1998)
- Smoke In The Shadows, solista (CD / Atavistic, 2004)
- Big Sexy Noise, con il supergruppo Big Sexy Noise (Lydia Lunch con James Johnston, Terry Edwards e Ian White dei Gallon Drunk), 2009
- Trust The Witch, a nome Big Sexy Noise (Lydia Lunch, James Johnston, Terry Edwards, Ian White), 2011
- Lydia Lunch & Philippe Petit – In Comfort, 2011, Vinyl, 12", Picture Disc, cz007 Comfortzone
- Collision Course / Trust The Witch, a nome Big Sexy Noise (Lydia Lunch, James Johnston, Ian White), 2013
- A Fistful of Desert Blues con Cypress Grove, 2014

### Dischi Parlati
- Better An Old Demon Than A New God, Giorno Poetry Systems comp. f/ William S. Burroughs, Psychic TV, Richard Hell e altri (1984)
- The Uncensored, solista (1984)
- Hard Rock, solista (musicassetta con Michael Gira / Ecstatic Peace, 1984)
- Oral Fixation, solista (12", 1988)
- Our Fathers who Aren't in Heaven, con Henry Rollins, Hubert Selby e Don Bajema (1990)
- Conspiracy of Women, solista (1990)
- South of Your Border, con Emilio Cubeiro (1991)
- POW, solista (1992)
- Crimes Against Nature, solista raccolta degli altri dischi parlati (Tripple X/Atavistic, 1994)
- Rude Hieroglyphics, con Exene Cervenka (Rykodisc, 1995)
- Universal Infiltrators, (Atavistic, 1996)
- The Devil's Racetrack (2000)
- Flood Stains, con Juan Azulay (2010)

## Filmografia
- She Had Her Gun All Ready, diretto da Vivienne Dick (1978)
- Guerillere Talks, diretto da Vivienne Dick (1978)
- Black Box, diretto da Scott e Beth B (1979)
- Beauty Becomes the Beast, diretto da Vivienne Dick (1979)
- The Offenders (1979-1980)
- Liberty's Booty (1980)
- Subway Riders, diretto da Amos Poe (1981)
- The Wild World of Lydia Lunch, diretto da Nick Zedd (1983)
- Like Dawn to Dust, diretto da Vivienne Dick (1983)
- Vortex, diretto da Scott and Beth B (1983)
- Submit to Me, diretto da Richard Kern (1985)
- The Right Side of My Brain, diretto da Richard Kern (1985)
- Fingered, diretto da Richard Kern (1986)
- Submit to Me Now, diretto da Richard Kern (1987)
- Penn & Teller's Invisible Thread (1987)
- Mondo New York, regia di Harvey Keith (1988)
- Penn & Teller's BBQ Death Squad (198?)
- Penn & Teller's Cruel Tricks for Dear Friends (1990)
- Thanatopsis, diretto da Beth B (1991)
- Visiting Desire (1996)
- Power of the Word (1996)
- Ingannevole è il cuore più di ogni cosa (2004)
- Kill Your Idols (2004)
- Psychomentsrum (non pubblicato)
- Godkiller: Walk Among Us (2010): voce
- Mutantes: punk, porn, feminism (2011)
- Autoluminescent (2011)
- Blanck City (2012)

### Scrittrice
- The Right Side of My Brain (1985)
- Fingered (1986)
- Paradoxia - A Predator's Diary (1997) [Paradoxia - Diario Di Una Predatrice - Tradotto in Italia da Lec0nte nel 2006]

### Compositrice
- The Offenders (1980)
- Vortex (1983) (con John Lurie, Adele Bertei, Pat Place, Beth B e Scott B)
- The Right Side of My Brain (1985)
- Goodbye 42nd Street (1986)
- Fingered (1986)
- I Pass for Human (2004)

### Sceneggiatrice
- Rome 78 (1978)
- The Wild World of Lydia Lunch (1983)
- Penn & Teller's Cruel Tricks for Dear Friends (1987)
- Put More Blood into the Music (1987)
- The Gun is Loaded (1988-1989)
- The Road to God Knows Where (1990)
- Malicious Intent (1990)
- The Thunder (1992)
- Totem of the Depraved (1996)
- Paradoxia (1998)
- Kiss My Grits: The Herstory of Women in Punk and Hard Rock (2001)
- DIY or Die: How to Survive as an Independent Artist (2002)
- Kill Your Idols (2004)

### Narratrice
- American Fame Part 1: Drowning River Phoenix (2004) Cam Archer
- American Fame Part 2 (2004) Cam Archer

Wild Tigers I Have Known Cam Archer (2005)

## Libri
- Adulterers Anonymous (1982 con Exene Cervenka)
- Incriminating Evidence (1992)
- Paradoxia: a Predator's Diary (1997)
- The Gun Is Loaded (2007)
- Will Work the Drugs (2009)

### Fumetti
- AS-FIX-E-8 (1990 con Mike Matthews)
- Bloodsucker (1992 con Bob Fingerman)
- Toxic Gumbo (1998 con Ted McKeever)